# Crinala mimetica
Crinala mimetica là một loài bướm đêm trong họ Noctuidae.